# ニキータ・パーニン

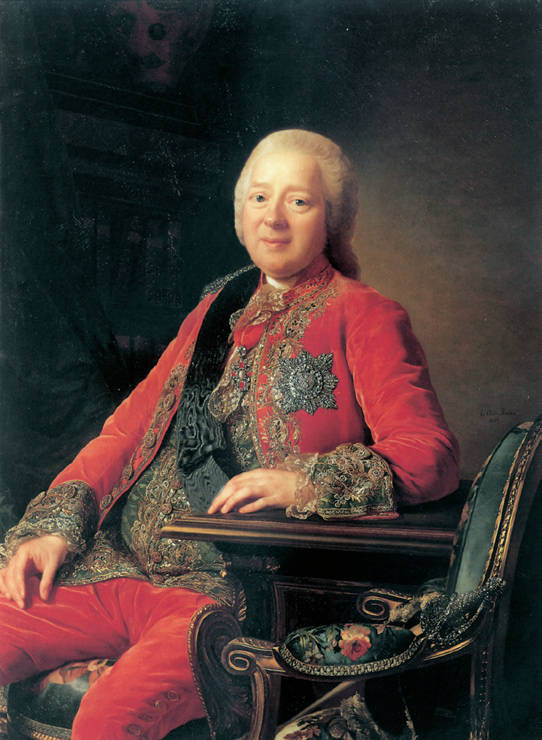
アレクサンドル・ロスランによる肖像画、1777年。

ニキータ・イワノヴィッチ・パーニン伯爵（ロシア語: Ники́та Ива́нович Па́нин, tr. Nikita Ivanovich Panin、1718年9月18日(グレゴリオ暦9月29日) - 1783年3月31日(グレゴリオ暦4月11日)）は、帝政ロシアの貴族、政治家。

## 生涯

### エカチェリーナ2世即位以前
1718年9月29日にダンツィヒで生まれ、幼少期をパルヌで過ごした。1740年にロシア帝国陸軍に入隊した。『ブリタニカ百科事典第11版』によれば、皇帝エリザヴェータの寵愛を受けたという噂があった。
1747年に在コペンハーゲンロシア公使に任命されたが、数か月後に在ストックホルム公使に転任、以降12年間スウェーデンの親仏派に対抗した。スウェーデン滞在の経験により立憲君主制を支持するようになったという。
ロシア政界では同じく反仏派のアレクセイ・ベストゥージェフ＝リューミンを追随し、1750年代にロシアが親仏政策をとると立場が難しくなったが、ベストゥージェフ＝リューミンの後任としてロシア帝国宰相に就任したミハイル・ヴォロンツォフに接近、1760年にピョートル・フョードロヴィチの息子パーヴェル（のちの皇帝パーヴェル1世）の家庭教師に任命された。

### 外務大臣として
1762年宮廷クーデターでエカチェリーナ2世を支持したが、オルロフ家の影響力を憂慮してエカチェリーナ自身の即位ではなく、パーヴェルを皇帝に即位させ、エカチェリーナが摂政を務めるべきと主張した。エカチェリーナ2世の即位が決まった後も6-8人からなる常設の諮問機関の設置を提案したが、絶対君主制を志向するエカチェリーナ2世に受け入れられなかった。それでもパーニンは女帝の統治時代前半18年間における有力政治家として、外交を統括し、政務全般における政治顧問であった。その理由はパーニンがパーヴェルに好まれたこと、1762年のクーデターを支持したこと、そしてパーニンの外交に関する知識だった。
外交政策では外交革命により結んだブルボン朝フランスとハプスブルク帝国（オーストリア）への対抗として、ロシア、プロイセン王国、ポーランド・リトアニア共和国、スウェーデン、デンマーク＝ノルウェー、グレートブリテン王国による北方協約を提唱した。協約にポーランドを含めるべきとの考えから、パーニンはポーランド分割に反対した。しかし、スウェーデンにおける反仏派への援助はロシアにとっては重要であってもイギリスにとっては重要ではないなど、諸国間の利害が異なっており、北方協約の調整は難航した。1772年にスウェーデンで親仏派のグスタフ3世が国王に即位すると、スウェーデンでの計画は失敗に終わった。そのうえ、北方協約の失敗が明らかになるにつれて、パーニンの影響力も後退していった。
ポーランド問題では1764年にスタニスワフ2世アウグストがポーランド王に即位した後、パーニンはポーランドへの内政干渉を続けつつ、ポーランドの領土保全につとめたが、内政干渉を受けてバール連盟が結成され、同時期には露土戦争も勃発した。パーニンはこの事態を予想できず、1772年の第一次ポーランド分割への黙認を余儀なくされた。
1776年にはパーヴェルの再婚問題が浮上した。パーヴェルはプロイセンとの同盟強化を目指して、プロイセン王フリードリヒ2世が推す花嫁候補のゾフィー・ドロテア・フォン・ヴュルテンベルクを支持したが、エカチェリーナ2世はこの時期にはオーストリアとの関係改善に傾いており、パーニンとエカチェリーナ2世の関係が悪化した。ただし、パーヴェルはフリードリヒ2世を熱烈に支持しており、パーニンはパーヴェルに対する大きな影響力を保持した。パーニンとパーヴェルがエカチェリーナ2世に対する陰謀をめぐらしたとする噂があるほどだった。
エカチェリーナ2世との関係が悪化した一方、国内ではグリゴリー・ポチョムキンと在ロシアイギリス特命全権公使のジェームズ・ハリスがパーニンの失脚を目指しており、ついには第一次武装中立同盟をめぐりパーニンとエカチェリーナ2世が決裂、パーニンは1781年5月に罷免され、1783年4月11日にサンクトペテルブルクで死去した。